# Nedde
Nedde é uma comuna francesa na região administrativa da Nova Aquitânia, no departamento de Alto Vienne. Estende-se por uma área de 52,73 km². Em 2010 a comuna tinha 462 habitantes (densidade: 8,8 hab./km²).